# Martina Schröter
Martina Schröter (* 16. November 1960 in Weimar) ist eine ehemalige Ruderin, die 1988 für die DDR Olympiasiegerin im Doppelzweier wurde.
1977 gewann Schröter bei der Spartakiade im Doppelzweier und im Doppelvierer. 1978 wurde sie Juniorenweltmeisterin im Einer. 1979 wurde sie bei der Weltmeisterschaft in der Erwachsenenklasse Zweite hinter der Rumänin Sanda Toma. Toma gewann auch den Einer-Wettbewerb bei den Olympischen Spielen 1980 in Moskau, Schröter wurde hier Dritte hinter der Russin Antonina Machina.
1982 wurde Schröter zusammen mit Kerstin Kirst Vizeweltmeister im Doppelzweier. Ein Jahr später gewann sie mit Jutta Schenk die Weltmeisterschaft. 1985 wurde Schröter erneut Weltmeister, diesmal mit Sylvia Schwabe. 1987 trat Martina Schröter bei der Weltmeisterschaft im Einer an und wurde Zweite hinter der Bulgarin Magdalena Georgiewa. Zum Abschluss ihrer Karriere trat Schröter 1988 bei den Olympischen Spielen in Seoul im Doppelzweier zusammen mit Birgit Peter an. Die beiden Ruderinnen gewannen die Goldmedaille vor den Rumäninnen.
Martina Schröter startete für die SG Dynamo Potsdam. Sie trainierte zuerst bei Barbara Müller, später bei Jörg Landvoigt. Sie studierte neben ihrer sportlichen Karriere Zahnmedizin.
1984 und 1986 erhielt Schröter den Vaterländischen Verdienstorden in Gold. 1988 wurde sie mit dem Orden Stern der Völkerfreundschaft in Gold ausgezeichnet.